# Яутепекский сапотекский язык
Яутепекский сапотекский язык (Northwestern Yautepec Zapotec, San Bartolo Yautepec Zapotec, Yautepec Zapotec, Zapoteco de San Bartolo Yautepec) — сапотекский язык, на котором говорят в городе Сан-Бартоло-Яутепек восточной части штата Оахака в Мексике.